# どこでもパス
どこでもパスは、阪神電気鉄道発行の企画乗車券の一種である。発売期間は年に数回のみである。

## 概要
阪神全線と神戸高速鉄道の全線で有効な一日乗車券である。また年末年始に発売されるどこでもパスは西宮神社、生田神社、湊川神社、長田神社の初詣祈念品授与券が付いている。またこの乗車券を提示する事でホール・オブ・ホールズ六甲と六甲山人工スキー場の入場料が割引される。
初詣の時期には「初詣どこでもパス」等と称される事もある。

## 発売箇所
梅田駅・尼崎駅・甲子園駅・御影駅・三宮駅の駅長室と阪神主要駅の改札口で発売している。
2008年までは発売されていたが、2009年と2010年は阪急電鉄全線でも使用可能な「阪急阪神ニューイヤーチケット」として発売され、「どこでもパス」としての発売はされなかった。